# Phare de Great Point
Le phare de Great Point (en anglais : Great Point Light) est un phare actif situé à l'extrême nord de l'île de Nantucket dans le Comté de Nantucket (État du Massachusetts).
Il est inscrit au Registre national des lieux historiques depuis le 28 avril 1982 .

## Histoire
Construite en 1784, la tour en bois d'origine a été détruite par un incendie en 1816. L'année suivante, une tour en pierre a été érigée. Elle a été détruite lors d'une tempête en mars 1984. La lentille de Fresnel de troisième ordre de 1857 provenant de cette station et retirée en 1971 est exposée dans une réplique de lanterne à l'extérieur du musée des épaves et du sauvetage de Nantucket.
Reconstruite à nouveau en 1986, la tour en béton a été construite pour reproduire l'ancienne, et reste toujours en activité aujourd'hui. Les ajouts modernes incluent des panneaux solaires pour recharger les batteries de la lumière, une fondation en palplanches et en béton pour aider à résister à l'érosion.
Le phare est situé sur une plage de sable fin où les courants de l’ océan Atlantique et de Nantucket Sound se rejoignent, au bout d'une longue langue de sable au coin nord-est de Nantucket, à environ 900 m à l'ouest du site de la tour de 1818. La zone peut être fermée pendant la saison de nidification des oiseaux. Elle est ouverte aux randonneurs ou aux véhicules à quatre roues motrices. Les visites guidées de la tour sont disponibles de la fin mai au début octobre (réservations requises). C'est une réserve faunique gérée par la Coskata-Coatue Wildlife Refuge qui gère aussi les visites du phare.

## Description
Le phare actuel  est une tour cylindrique en béton, avec une galerie circulaire et une lanterne de 20 m de haut. La tour est peinte en blanc et la lanterne est noire. Il émet, à une hauteur focale de 21 m, un éclat blanc de 0.5 seconde par période de 5 secondes. Sa portée est de 14 milles nautiques (environ 26 km) pour le feu blanc et un feu à secteurs rouge couvrant les hauts-fonds dangereux d'une portée de 12 milles nautiques (environ 22 km.

## Caractéristiques dufeu maritime
Fréquence : 5 secondes (W)
- Lumière : 0.5 seconde
- Obscurité : 4.5 secondes

Identifiant : ARLHS : USA-348 ; USCG : 1-0545 - Amirauté : J0404 .
|           |
| Nantucket |

|          |
| Le phare |

### Lien connexe
- Liste des phares du Massachusetts